# 隐遁 (伊斯兰教)
隐遁（阿拉伯语：‎）是伊斯兰教什叶派的一个信条，认为救世主马赫迪是创始人穆罕默德的男性后裔，其已出生但被隐藏了起来，未来将会重返世界并为世界带来公正与和平。